# Jules Godin
Pour les articles homonymes, voir Godin.
Jules Godin, né le 14 mars 1844 à Versailles (Yvelines) et mort le 21 décembre 1925 au Perray-en-Yvelines, est un homme politique français. Il fut par ailleurs avocat, et magistrat.

## Carrière politique
Entre 1876 et 1881, il est député  des établissements français de l'Inde. En mai 1877, il est l'un des signataires du manifeste des 363. Il est sénateur des établissements français de l'Inde de 1891 à 1909. Il est secrétaire du Sénat de 1894 à 1896. En 1905 il vote pour la loi de Séparation des églises et de l'État. Au Sénat, il a une importante activité parlementaire.
Ministre des Travaux publics du 17 septembre au 1er novembre 1898 dans cabinet Brisson
Par la suite, il est élu Président de l'Alliance républicaine démocratique.

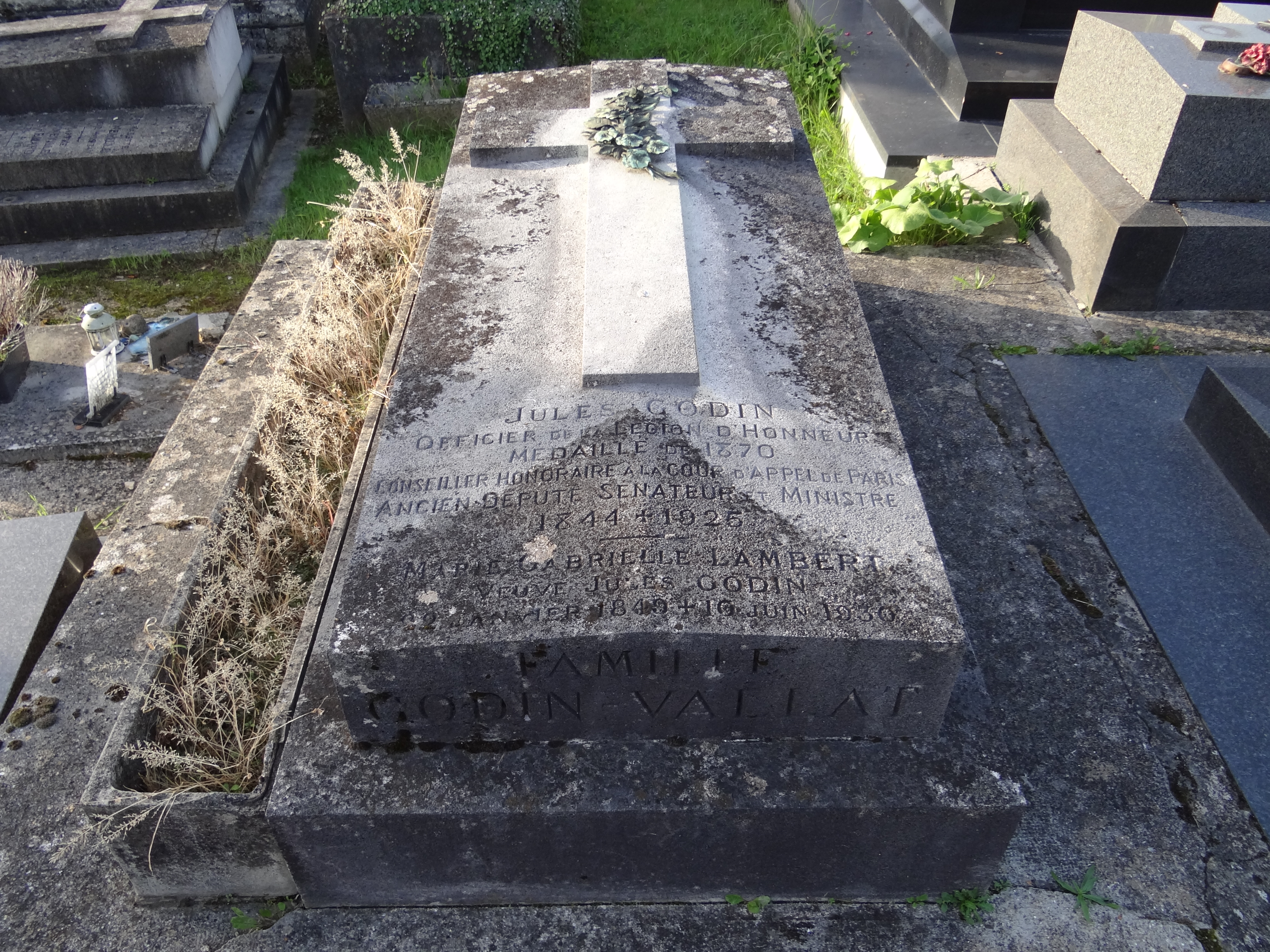
La tombe de Jules Godin au cimetière Notre-Dame à Versailles (Yvelines).

À son décès, Jules Godin est président du conseil d'arrondissement de Rambouillet (Yvelines).
Il est l'auteur d'un ouvrage paru en 1892 : Commentaire de la loi de frais de justice.

## Distinctions
- Officier de la Légion d'honneur (1921)